# Mermaids Don’t Cry
Mermaids Don’t Cry (Arbeitstitel: Meerjungfrauen weinen nicht) ist ein österreichischer Spielfilm aus dem Jahr 2022 von Franziska Pflaum mit Stefanie Reinsperger und Julia Franz Richter.

## Handlung
Annika ist eine 37-jährige Wiener Supermarktkassiererin und Mermaiding-Enthusiastin. Sie träumt von einer künstlichen Meerjungfrauenflosse aus Silikon. Ihr Vater Hermann gibt vor, ein Pflegefall zu sein und im Rollstuhl zu sitzen, um Pflegegeld zu beziehen und steht plötzlich vor ihrer Tür um bei ihr einzuziehen. Auch die beiden Kinder ihrer besten Freundin Karo sind Dauergäste in Annikas Wohnung. Und Marc, eine Bekanntschaft aus dem Hallenbad, möchte nach einer romantischen Nacht ebenfalls nicht mehr gehen.
Weil ihr im Supermarkt die Kündigung droht, erzählt sie ihrer Vorgesetzten Frau Biber, dass sie die Stelle unbedingt benötigt, um mit dem Einkommen die angeblich teuren Behandlungen ihres tatsächlich simulierenden Vaters zu bezahlen. Dadurch wird sie gegenüber ihrer im selben Geschäft tätigen Freundin Karo von Frau Biber bevorzugt behandelt, Annika wird sogar Mitarbeiterin des Monats.
Um den für den Kauf der Flosse nötigen Betrag von 2458,90 Euro aufzutreiben veranstaltet sie unter anderem einen Flohmarkt und verkauft den alten Fernseher. Es gelingt ihr schließlich, den Betrag aufzustellen, allerdings kauft ihr Vater damit einen neuen und größeren Flachbild-Fernseher, um sich damit gemeinsam mit Marc Fußballspiele anzusehen. Daraufhin schmeißt Annika Marc und ihren Vater aus ihrer Wohnung. Zwischenzeitlich wird die bereits bestellte Meerjungfrauenflosse geliefert, die sich aber nicht zu Gänze bezahlen kann.
Vom Arzt Dr. Wolf erhält Hermann eine Bestätigung, dass eine Behinderung vorliegt. Bei einer Feier in Annikas Wohnung kommen sich Karo und Marc näher und die beiden haben Sex. Nachdem Annika die beiden dabei erwischt, geht sie maskiert in den Supermarkt und leert dort die Spendenbox. Nachdem der Supermarkt in der Nacht mit dem Schlüssel von Karo aufgeschlossen wurde, wird Karo von Frau Biber entlassen, zusätzlich soll sie 1000 Euro für die Spendenbox zahlen. Mit dem Geld aus der Spendenbox kann Annika die Meerjungfrauenflosse bezahlen. Sie gesteht ihrer Vorgesetzten, dass ihr Vater nur simuliert und sie das Geld aus Spendenbox genommen hat und zurückzahlen werde. Annika wird darauf gekündigt.
Annika fährt mit dem Bus ans Meer. Dort wirft sie die Silikonflosse zunächst ins Wasser und später in die Mülltonne. Danach geht sie im Meer schwimmen. Im Abspann erfährt der Zuschauer, dass Marc und Karo geheiratet haben. Marc wird von einem Produzenten entdeckt und macht Karriere als Musiker. Karo eröffnet einen eigenen Schönheitssalon und wird Mutter von Drillingen. Hermann wird in einer Seniorenresidenz untergebracht, Frau Biber geht in ein tibetische Kloster. Annika eröffnet ein Imbiss. Die Schwanzflosse wurde von einem Müllmann names Slatko entdeckt, der daraufhin Meermann wurde.

## Produktion und Hintergrund
Die Dreharbeiten fanden vom 21. Juli bis zum 3. September 2021 in Wien, Graz und Kroatien statt.
Produziert wurde der Film von der österreichischen Prisma Film- und Fernsehproduktion GmbH (Produzenten Viktoria Salcher und Mathias Forberg). Unterstützt wurde die Produktion vom Österreichischen Filminstitut, von FISA Filmstandort Austria und vom Filmfonds Wien, beteiligt war der Österreichische Rundfunk.
Die Kamera führte Robert Oberrainer, die Musik schrieben Anda Revertera und Moritz Scharf, die Montage verantwortete Friederike Hohmuth. Das Kostümbild gestaltete Johanna Pflaum, das Szenenbild Thomas Lehner und Rafael Loß und den Ton Gregor Manhardt und Veronika Hlawatsch.

## Veröffentlichung
Premiere war im Oktober 2022 im Rahmen der Internationalen Hofer Filmtage. Am 22. März 2023 wurde der Film auf der Diagonale in Graz gezeigt.
Der österreichische Kinostart erfolgte am 7. Juli 2023. Im ORF wurde der Film am 9. Juni 2025 erstmals ausgestrahlt.

## Rezeption
Markus Toth meinte auf uncut.at, dass der Film insgesamt eine sehr positive Überraschung sei, weil dieser nicht eine platte Komödie sei, sondern ein Plädoyer für Respekt und Verständnis. Für den komödiantischen Aspekt sorgen vor allem die vielen bunten Charaktere, Stefanie Reinsperger und Julia Franz Richter führten ein großartiges Ensemble an. Märchenhaft seien die zahlreichen Unterwassersequenzen, die ähnlich Wes Andersons Die Tiefseetaucher einen besonderen Charme verleihen.
Marian Wilhelm bezeichnete die Produktion auf DerStandard.at als leichtfüßigen Debütfilm von einem Wiener Arbeiterinnenmilieu, das sich als eine Austro-Variante der staubtrockenen deutschen Supermarktkomödie In den Gängen präsentiere. Die „Gemeindebau-Amélie und Möchtegern-Arielle“ schwimme mit dem Film durch einige langsame Spannungsflauten, ohne dass ihr die Luft ausgehe. Der Film sei eine Feelgood-Tragikomödie im besten Sinn, die aber mehr Verrücktheit vertragen hätte.
Philip Dulle schrieb im Nachrichtenmagazin profil, dass der Film ein wenig zu sehr auf dem Reißbrett konstruiert scheine, auf den schnellen Publikumslacher setze und bis zum Schluss nicht ganz entscheiden könne, ob er sozialkritische Dramedy oder sommerliche Komödie sein will.
Ute Baumhackl von der Kleinen Zeitung bezeichnete den Soundtrack von Anda Revertera als exquisit. Das Hauptverdienst des träumerischen, tragikomischen Debütfilms sei es, zwei derart komplexe Heldinnen weit jenseits abgenutzter Working-Class-Milieustudien in den Fokus zu stellen. Seinen augenscheinlichen Anspruch, den Humor und die Verschrobenheiten Wes Andersonscher Fasson in die Wiener Vorstadt zu übertragen, könne er ansonsten nicht ganz einlösen.

## Auszeichnungen und Nominierungen
Internationale Hofer Filmtage 2022
- Auszeichnung mit dem Bild-Kunst Förderpreis (Thomas Lehner, Rafael Loß, Johanna Pflaum)[3][14]

Österreichischer Filmpreis 2024
- Auszeichnung in der Kategorie Beste männliche Nebenrolle (Karl Fischer)[15]